# Casa Coraggio
Casa Coraggio è un edificio civile e storico situato nel comune di Bordighera, in via Vittorio Veneto, in provincia di Imperia.

## Storia

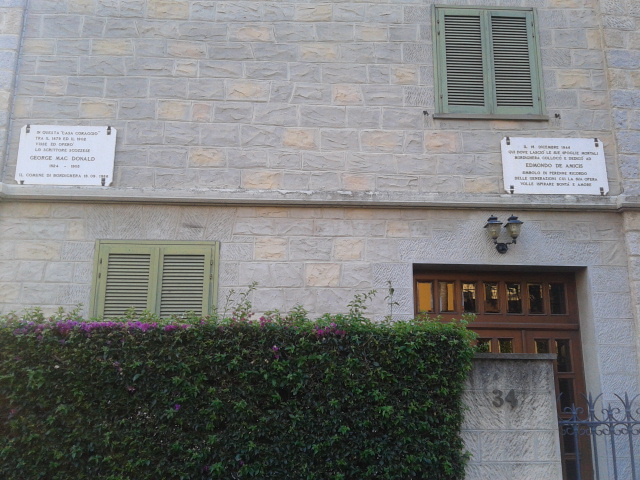
Casa Coraggio, placche in onore di De Amicis e MacDonald

Non si conosce esattamente la data di costruzione dell'edificio, ma dal 1879 al 1902 la villa fu abitata dallo scrittore scozzese George MacDonald. MacDonald aveva due figlie malate di tubercolosi, Lilia e Grace, cui era stato consigliato dai medici di trasferirsi in un luogo con clima più mite e più secco. Bordighera, famosa in quel periodo grazie al romanzo Il dottor Antonio di Giovanni Ruffini, corrispondeva ai criteri ricercati.
MacDonald si stabilì con la famiglia nella grande villa di via Vittorio Veneto nel 1881. Il vasto salone, che poteva contenere circa duecento persone, divenne rapidamente un importante luogo d'incontro per la comunità inglese e gli intellettuali che passavano in zona. MacDonald vi organizzava concerti e spettacoli, ogni mercoledì presentava e leggeva in pubblico i versi dei più importanti poeti inglesi. Divenne rapidamente un centro culturale inconturnabile per la città e la comunità britannica. L'edificio fu chiamato "Casa Coraggio" per onorare il motto di George MacDonald, "Corage! God mend al", il che significa "Coraggio! Dio provvede a tutto".
Dopo la morte di MacDonald, la casa fu venduta e trasformata in albergo, l'Hôtel de la Reine, che fu scelto da Edmondo De Amicis per i suoi soggiorni invernali proprio perché era stata la residenza di MacDonald. De Amicis dedicherà a Bordighera una delle sue "Pagine spiritose", ribattezzandola il "Paradiso degli Inglesi" (1903). De Amicis vi morì l'11 marzo 1908 a causa di un'emorragia cerebrale.
L'albergo conobbe un periodo di difficoltà dopo la seconda guerra mondiale, quando il numero di turisti stranieri diminuì notevolmente. A seguito della chiusura, l'albergo fu trasformato in condominio e sulla facciata prospiciente via Vittorio Veneto sono state posta due placche che ricordano i due illustri ospiti.